# Bochum (Sudafrica)
Bochum è una città sudafricana della provincia del Limpopo nella Municipalità distrettuale di Capricorn. Si trova a circa 93 km a  nord-ovest di Polokwane. Deve il suo nome ad una deformazione del nome biblico di Bochim, località citata nel Libro dei Giudici, assegnato dal missionario tedesco Carl Franz e dalla sua moglie Helen ad una missione da loro fondata sul luogo nel 1890.